# Marlene Weingärtner
Marlene Weingärtner (née le 30 janvier 1980 à Heidelberg) est une joueuse de tennis allemande, professionnelle dans la seconde moitié des années 1990 et jusqu'en 2005.
Comptant régulièrement parmi les cent meilleures mondiales de 1999 à 2004, elle a atteint en 2002 les huitièmes de finale à l'Open d'Australie (battue par Amélie Mauresmo), sa plus belle performance en Grand Chelem.
Marlene Weingärtner a remporté un titre WTA en double dames pendant sa carrière.

## Palmarès

### Titre en simple dames
Aucun

### Finale en simple dames
| No | Date       | Nom et lieu du tournoi       | Catégorie | Dotation  | Surface    | Vainqueure          | Score    |          |
| -- | ---------- | ---------------------------- | --------- | --------- | ---------- | ------------------- | -------- | -------- |
| 1  | 13-09-2004 | Wismilak International, Bali | Tier III  | 225 000 $ | Dur (ext.) | Svetlana Kuznetsova | 6-1, 6-4 | Parcours |

### Titre en double dames
| No | Date       | Nom et lieu du tournoi             | Catégorie | Dotation  | Surface    | Partenaire   | Finalistes                               | Score     |          |
| -- | ---------- | ---------------------------------- | --------- | --------- | ---------- | ------------ | ---------------------------------------- | --------- | -------- |
| 1  | 16-08-2004 | Western & Southern Open Cincinnati | Tier III  | 170 000 $ | Dur (ext.) | Jill Craybas | Emmanuelle Gagliardi Anna-Lena Grönefeld | 7-5, 7-62 | Parcours |

### Finales en double dames
| No | Date       | Nom et lieu du tournoi                  | Catégorie | Dotation  | Surface      | Vainqueures                         | Partenaire           | Score          |          |
| -- | ---------- | --------------------------------------- | --------- | --------- | ------------ | ----------------------------------- | -------------------- | -------------- | -------- |
| 1  | 04-01-1999 | ASB Bank Classic Auckland               | Tier IVb  | 112 500 $ | Dur (ext.)   | Silvia Farina Barbara Schett        | Seda Noorlander      | 6-2, 7-6       | Parcours |
| 2  | 17-05-1999 | Open Villa de Madrid Madrid             | Tier III  | 180 000 $ | Terre (ext.) | Virginia Ruano Pascual Paola Suárez | Maria-Fernanda Landa | 6-2, 0-6, 6-0  | Parcours |
| 3  | 20-10-2003 | SEAT Open Luxembourg                    | Tier III  | 225 000 $ | Dur (int.)   | Maria Sharapova Tamarine Tanasugarn | Elena Tatarkova      | 6-1, 6-4       | Parcours |
| 4  | 25-10-2004 | SEAT Open Luxembourg                    | Tier III  | 225 000 $ | Dur (int.)   | Virginia Ruano Pascual Paola Suárez | Jill Craybas         | 6-1, 6-71, 6-3 | Parcours |
| 5  | 16-05-2005 | Internationaux de Strasbourg Strasbourg | Tier III  | 170 000 $ | Terre (ext.) | Rosa María Andrés Andreea Vanc      | Marta Domachowska    | 6-3, 6-1       | Parcours |

## Parcours en Grand Chelem

### En simple dames
| Année | Open d'Australie | Open d'Australie | Internationaux de France | Internationaux de France | Wimbledon       | Wimbledon        | US Open         | US Open                 |
| ----- | ---------------- | ---------------- | ------------------------ | ------------------------ | --------------- | ---------------- | --------------- | ----------------------- |
| 1998  | -                | -                | -                        | -                        | -               | -                | 2e tour (1/32)  | Steffi Graf             |
| 1999  | 1er tour (1/64)  | Chanda Rubin     | 1er tour (1/64)          | Adriana Gerši            | 2e tour (1/32)  | Monica Seles     | 1er tour (1/64) | Sandrine Testud         |
| 2000  | 2e tour (1/32)   | Alina Jidkova    | 2e tour (1/32)           | Rossana de los Ríos      | 2e tour (1/32)  | Yayuk Basuki     | -               | -                       |
| 2001  | 3e tour (1/16)   | Amanda Coetzer   | 1er tour (1/64)          | Mirjana Lučić            | 2e tour (1/32)  | Anke Huber       | 1er tour (1/64) | Sarah Taylor            |
| 2002  | 4e tour (1/8)    | Amélie Mauresmo  | 1er tour (1/64)          | Barbara Schett           | 2e tour (1/32)  | Laura Granville  | 1er tour (1/64) | Conchita Martínez       |
| 2003  | 3e tour (1/16)   | Virginia Ruano   | 2e tour (1/32)           | Kim Clijsters            | 2e tour (1/32)  | Lisa Raymond     | 1er tour (1/64) | Marie-Gaianeh Mikaelian |
| 2004  | 1er tour (1/64)  | Kim Clijsters    | 4e tour (1/8)            | Maria Sharapova          | 1er tour (1/64) | Denisa Chládková | 1er tour (1/64) | Arantxa Parra           |
| 2005  | 1er tour (1/64)  | Tathiana Garbin  | 1er tour (1/64)          | Antonella Serra Zanetti  | 1er tour (1/64) | Vera Zvonareva   | -               | -                       |

À droite du résultat, l’ultime adversaire.

### En double dames
| Année | Open d'Australie             | Open d'Australie          | Internationaux de France     | Internationaux de France   | Wimbledon                     | Wimbledon                    | US Open                       | US Open                    |
| ----- | ---------------------------- | ------------------------- | ---------------------------- | -------------------------- | ----------------------------- | ---------------------------- | ----------------------------- | -------------------------- |
| 1996  | -                            | -                         | -                            | -                          | -                             | -                            | 1er tour (1/32) M. Landa      | Åsa Svensson M. Strandlund |
| 1999  | 1er tour (1/32) Meilen Tu    | K. Boogert Anne Sidot     | -                            | -                          | 1er tour (1/32) M. Landa      | L. Davenport C. Morariu      | -                             | -                          |
| 2001  | -                            | -                         | 1er tour (1/32) Kim Grant    | Justine Henin E. Tatarkova | 1er tour (1/32) Kim Grant     | V. Razzano S. Testud         | 2e tour (1/16) Andrea Glass   | S. Williams V. Williams    |
| 2002  | 1er tour (1/32) J. Kruger    | Galina Fokina Ostrovskaya | 1er tour (1/32) Julie Pullin | A. Fusai Caroline Vis      | 1/4 de finale An. Rodionova   | V. Ruano Paola Suárez        | 1er tour (1/32) An. Rodionova | Rita Grande P. Schnyder    |
| 2003  | 1er tour (1/32) Andrea Glass | N. Dechy Émilie Loit      | 1er tour (1/32) R. Voráčová  | Teryn Ashley A. Spears     | 1er tour (1/32) An. Rodionova | S. Kuznetsova M. Navrátilová | -                             | -                          |
| 2004  | -                            | -                         | 1/4 de finale Jill Craybas   | S. Kuznetsova Likhovtseva  | 1er tour (1/32) Jill Craybas  | M. Navrátilová Lisa Raymond  | 2e tour (1/16) Jill Craybas   | T. Garbin Tina Križan      |
| 2005  | 1er tour (1/32) Jill Craybas | T. Garbin Tina Križan     | 1er tour (1/32) Jill Craybas | Silvia Farina F. Pennetta  | 1er tour (1/32) Jill Craybas  | V. Dushevina Shahar Peer     | 1er tour (1/32) E. Gagliardi  | Li Ting Sun Tiantian       |

sous le résultat, la partenaire ; à droite, l’ultime équipe adverse.

### En double mixte
| Année | Open d'Australie            | Open d'Australie            | Internationaux de France | Internationaux de France | Wimbledon | Wimbledon | US Open | US Open |
| 2001  | 1er tour (1/16) Andrew Ilie | Barbara Schett Joshua Eagle | -                        | -                        | -         | -         | -       | -       |

sous le résultat, le partenaire ; à droite, l’ultime équipe adverse.

## Parcours en Fed Cup
| #                                                                              | Date       | Lieu      | Surface      | Gagnante(s)                         | Perdante(s)                        | Score          |          |
|                                                                                |            |           |              |                                     |                                    |                |          |
| 1997 - 1/4 de finale (groupe mondial) - Allemagne - République tchèque - 2 : 3 |            |           |              |                                     |                                    |                |          |
| 1                                                                              | 01/03/1997 | Mannheim  | Dur (int.)   | Marlene Weingärtner                 | Ludmila Richterová                 | 3-6, 7-5, 6-3  | Parcours |
| 1                                                                              | 01/03/1997 | Mannheim  | Dur (int.)   | Adriana Gerši                       | Marlene Weingärtner                | 6-2, 6-2       | Parcours |
|                                                                                |            |           |              |                                     |                                    |                |          |
| 2002 - 1er tour (groupe mondial) - Allemagne - Russie - 3 : 2                  |            |           |              |                                     |                                    |                |          |
| 2                                                                              | 27/04/2002 | Dresde    | Terre (ext.) | Barbara Rittner Marlene Weingärtner | Elena Dementieva Elena Likhovtseva | 7-61, 6-2      | Parcours |
|                                                                                |            |           |              |                                     |                                    |                |          |
| 2003 - 1er tour (groupe mondial) - Allemagne - Slovaquie - 2 : 3               |            |           |              |                                     |                                    |                |          |
| 3                                                                              | 26/04/2003 | Ettenheim | Terre (ext.) | Daniela Hantuchová                  | Marlene Weingärtner                | 2-6, 7-65, 7-5 | Parcours |
| 3                                                                              | 26/04/2003 | Ettenheim | Terre (ext.) | Ľudmila Cervanová                   | Marlene Weingärtner                | 6-2, 6-1       | Parcours |

## Classements WTA en fin de saison

### En simple
| Année | 1994 | 1995 | 1996 | 1997 | 1998 | 1999 | 2000 | 2001 | 2002 | 2003 | 2004 | 2005 |
| Rang  | 479  | 224  | 211  | 131  | 121  | 83   | 95   | 43   | 98   | 47   | 71   | 379  |

source : (en) « Classements de Marlene Weingärtner », sur le site officiel du WTA Tour

### En double
| Année | 1994 | 1995 | 1996 | 1997 | 1998 | 1999 | 2000 | 2001 | 2002 | 2003 | 2004 | 2005 |
| Rang  | 561  | 353  | 319  | 190  | 230  | 109  | 250  | 83   | 108  | 146  | 36   | 223  |

source : (en) « Classements de Marlene Weingärtner », sur le site officiel du WTA Tour